# Louise Nixon Sutton
 Louise Nixon Sutton (* 4. November 1925 in Hertford, North Carolina; † 14. Mai 2006 ebenda) war eine amerikanische Mathematikerin und Hochschullehrerin. 1962 promovierte sie als erste Afroamerikanerin in Mathematik an der New York University. Sie war Professorin am Lehrstuhl für Physik und Mathematik an der Elizabeth City State University.

## Leben und Werk
Sutton war eines von vier Kindern von McNair Nixon und John Calhoun Nixon. Sie absolvierte die Hertford High School und studierte an der North Carolina Agricultural and Technical State University (NC A&T), wo sie 1946 einen Bachelor of Science erwarb. 1951 erhielt sie einen Master-Abschluss an der New York University  und promovierte dort anschließend mit der Dissertation: Concept learning in trigonometry and analytic geometry at the college level : a comparative study of two methods of teaching trigonometry and analytic geometry at the college level.
Von 1946 bis 1947 unterrichtete sie dann Mathematik an der James B. Dudley High School in Greensboro, North Carolina. Anschließend war sie bis 1954 Assistenzprofessorin an der New York University, bevor sie von 1957 bis 1962 dieselbe Position am Delaware State College innehatte. 1962 wurde sie Professorin und Lehrstuhlinhaberin für Physik und Mathematik an der Elizabeth City State University in Elizabeth City, North Carolina.

## Mitgliedschaften
Sutton war Mitglied der Alumni-Vereinigung der NC A&T University, der Delta Sigma Theta Sorority, der National Association of University Women und des National Council of Teachers of Mathematics. Von 1977 bis 1978 war sie Vorsitzende der National Association of University Women und Mitglied von Alpha Kappa Mu und der Beta Kappa Chi Scientific Society.